# Ada-Ada-Schuh
Ada-Ada-Schuh (Eigenschreibweise ADA-ADA) war ein von 1900 bis 1972 bestehendes Unternehmen zur Herstellung von Schuhen im Frankfurter Stadtteil Höchst. Der Schwerpunkt der Produktion lag auf Kinder- und Damenschuhen der Marken Ada-Ada und Ada-Ada Pediform. Die in der Zeit des Nationalsozialismus als jüdisch geltenden Eigentümer wurden 1937 zum Verkauf gedrängt.

## Geschichte
Die Gründer von Ada-Ada Schuh, Richard Nathan (1873–1958) und Wilhelm Nathan (1875–1961), stammten aus Gau-Algesheim, wo ihre Familie in der Weinwirtschaft tätig war. Als die Mutter 1879 starb, zog die Familie nach Frankfurt am Main. Dort besuchte Richard das Philanthropin. Im Jahr 1900 gründeten Richard und Wilhelm Nathan das Unternehmen R. & W. Nathan oHG, das Kinderschuhe in Frankfurt produzierte. 1906 stieg ihr Bruder Alfred Nathan (1869–1947) als Teilhaber in das Unternehmen ein. 1921 entstand in Frankfurt-Höchst die Kinderschuhfabrik Höchst GmbH als Tochtergesellschaft. Das Unternehmen produzierte nun neben Kinder- auch Damenschuhe. Die Höchster Zweigwerk wurde 1927 stark erweitert. 1928 zog das gesamte Unternehmen nach Höchst und war nun als Ada-Ada Schuh bekannt. Das Unternehmen produzierte im Jahr 1934 mit tausend Angestellten rund eine Million Paar Schuhe der Marke ADA-ADA.

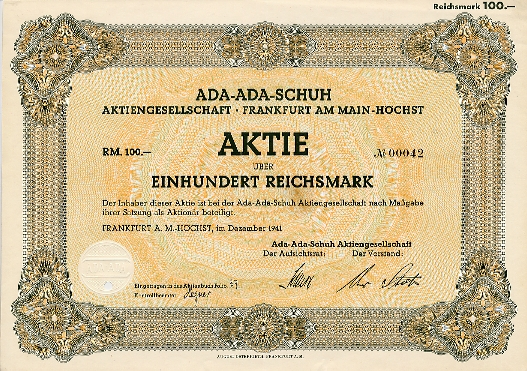
Aktie der Ada-Ada-Schuh zu 100 RM aus dem Jahr 1941

Im Zuge der „Arisierung“ wurde dem Unternehmen die Zuteilung von Rohleder verweigert, allgemein wurden die Rohstoffbeschaffung und der Absatz zusehends schwieriger. Da sich der älteste Sohn von Richard Nathan, Franz Hermann Nathan (* 1909) bereits in den Vereinigten Staaten befand, plante die Familie die Auswanderung. Die vier jüdischen Eigentümer suchten einen Käufer. Durch die Vermittlung eines anderen Unternehmers zeigte im August 1937 der Bankier August Lenz vom gleichnamigen Münchner Bankhaus Interesse. Als es Anfang September 1937 zu konkreten Verkaufsverhandlungen kam, stellte Lenz den Inhabern überraschend die Dresdner Bank, dort namentlich Hans Rinn, als zweiten Kaufpartner vor. In den Verhandlungen wurden die Inhaber massiv unter Druck gesetzt. Mit Vertrag vom 10. September 1937 wurde das Unternehmen pro forma in eine Aktiengesellschaft umgewandelt, gleichzeitig übernahmen die beiden Banken jeweils hälftig das gesamte Aktienkapital in Höhe von 1,7 Millionen Reichsmark.
Die Familie Nathan emigrierte in die Vereinigten Staaten, wo sie sich in Chicago niederließ. Dort eröffneten Richard und Wilhelm Nathan im Herbst 1938 eine neue Schuhfabrik, die Sun Shoe Manufacturing Company. Nach dem Zweiten Weltkrieg meldete die Familie Nathan Rückerstattungsansprüche gegenüber den Aktionären der Ada-Ada-Schuh AG an, nämlich dem Bankhaus Lenz, der Rhein-Main Bank und den Frankfurter Privatbanken Hauck und Steffan. Nach langwierigen Verhandlungen, bei denen August Lenz eine „Taktik des Hinziehens“ verfolgte, wurde die Familie Nathan mit 1,4 Millionen DM Entschädigungszahlung abgefunden. Die Nutzung des Markennamens Ada-Ada blieb ihnen allerdings verwehrt.
Während des Kriegs beschäftigte das auf dem Grundstück Leverkuser Straße 31 ansässige Unternehmen Zwangsarbeiterinnen aus der Sowjetunion. Das Lager der Zwangsarbeiterinnen befand sich im Hinterhaus Ludwigshafener Straße 59 und im Sossenheimer Gasthaus „Zur Rose“.
Obwohl die Liegenschaften der Ada-Ada-Schuh AG nicht von Kriegsschäden betroffen waren und das Unternehmen bereits kurz nach Kriegsende von der Alliierten Besatzungsmacht die Erlaubnis zur Wiederaufnahme der Produktion erhielt, erfolgte dieses nur unter großen Schwierigkeiten. Die Fabrikräume waren in den letzten Kriegstagen geplündert und die ausgelagerten Spezialmaschinen als Reparationsleistung beschlagnahmt worden.
1945 beschäftigte die Fabrik 200 Mitarbeiter und produzierte reine Gebrauchsware. Im Jahr 1950 war die Zahl der Beschäftigten wieder auf 1.100 angewachsen und erreichte Mitte der 1950er Jahre den Vorkriegsstand. Ende der 1950er galt Ada-Ada als einer der führenden Schuhhersteller Deutschlands. Slogans der Ada-Ada-Schuh AG waren u. a. „Ada-Ada-Schuhe für Mutter und Kind“ (Ada-Ada, 1947) und „Das gesunde Gehen. Der Schuh für Ihr Kind.“ (Ada-Ada Pediform, 1957).
Die Aktiengesellschaft wurde 1967 in eine Gesellschaft mit beschränkter Haftung umgewandelt. 1972 wurde die Ada-Ada-Schuh GmbH auf die Salamander AG fusioniert.
Das ehemalige Fabrikgebäude gegenüber dem Höchster Bahnhof existiert heute nicht mehr.
Geschäfts- und Jahresberichte von 1938 bis 1966 sind im Westfälischen Wirtschaftsarchiv in Dortmund archiviert.